# ژانگ رونان
ژانگ رونان (چینی: 章若楠؛ زادهٔ ۱۴ نوامبر ۱۹۹۶) بازیگر اهل چین است. او به خاطر ایفای نقش در فیلم عشق من (۲۰۲۱) و مجموعه تلویزیونی اولین یخبندان (۲۰۲۵) شناخته می‌شود.

## اوایل زندگی
ژانگ در ونژو، ژجیانگ، چین به دنیا آمد. او تحصیلات ابتدایی خود را در شیجیاژوانگ، جایی که والدینش مشغول به کار بودند، به پایان رساند.
در سال ۲۰۱۵، ژانگ شروع به تحصیل در دانشگاهی در هانگژو کرد. به عنوان یک دانشجو، او اغلب عکس‌های خود را در ویبو به اشتراک می‌گذاشت. با تشویق یکی از همکلاسی‌هایش، او در یک مسابقه زیبایی دانشگاهی شرکت کرد و با ارسال یک عکس، به جمع ۳۰ نفر نهایی راه یافت. این موفقیت، درب‌هایی را برای فرصت‌های مدلینگ برای او باز کرد.